# Copa CAF 1995
La Copa CAF 1995 es la 4ª edición de este torneo de fútbol a nivel de clubes de África organizado por la CAF y que contó con la participación de 28 equipos de todo el continente, 6 menos que en la edición anterior.
El Étoile du Sahel de Túnez venció en la final al AS Kaloum Star de Guinea para ser el primer equipo de Túnez en ganar el torneo. El Bendel Insurance de Nigeria, campeón de la edición anterior, fue eliminado en la segunda ronda.

## Primera Ronda
| Equipo 1          | Agr.         | Equipo 2              | Ida | Vuelta |
| ----------------- | ------------ | --------------------- | --- | ------ |
| AS Kaloum Star    | 4–4 (v.)     | Africa Sports         | 0–1 | 4–3    |
| JS Bordj Ménaïel  | 6–3          | US Forces Armées      | 5–1 | 1–2    |
| Cape Town Spurs   | w/o1         | Arsenal               | —   | —      |
| Coton Sport       | 3–2          | Mogas 90              | 2–0 | 1–2    |
| Djoliba           | 2–1          | Sanga Balende         | 2–0 | 0–1    |
| Inter Club        | 2–2 (3-2 p.) | Petrosport            | 0–2 | 2–0    |
| Inter Star        | 1–4          | Asante Kotoko         | 1–0 | 0–4    |
| Kampala City      | 3–1          | Al-Hilal              | 2–0 | 1–1    |
| Malindi           | 3–0          | Mbabane Swallows      | 2–0 | 1–0    |
| Prisons XI        | w/o1         | Ferroviário de Maputo | —   | —      |
| Atlético          | desc.2       | Étoile du Sahel       | —   | —      |
| Stade Tamponnaise | 1–2          | Zamsure               | 1–1 | 0–1    |
| Agaza             | bye          |                       |     |        |
| Bendel Insurance  | bye          |                       |     |        |
| 1º de Maio        | bye          |                       |     |        |
| Shooting Stars    | bye          |                       |     |        |

1- Cape Town Spurs y Prisons XI abandonaron el torneo antes de jugar el partido de ida.

2- El Sport Club Atlético fue descalificado porque la Federación caboverdiana de fútbol no envió la inscripción del club a tiempo.

3- Los clubes de Etiopía, Kenia, Madagascar, Mauritania, Namibia y Chad fueron descalificados por las deudas que tenían sus federaciones con la CAF.

## Segunda Ronda
| Equipo 1         | Agr.         | Equipo 2              | Ida | Vuelta |
| ---------------- | ------------ | --------------------- | --- | ------ |
| Kaloum Star      | 1–1 (4-2 p.) | 1º de Maio            | 1–0 | 0–1    |
| Asante Kotoko    | 2–2 (v.)     | Arsenal               | 1–0 | 1–2    |
| JS Bordj Ménaïel | 3–3 (v.)     | Étoile du Sahel       | 3–1 | 0–2    |
| Coton Sport      | 1–3          | Agaza                 | 0–2 | 1–1    |
| Djoliba          | 2–1          | Shooting Stars        | 2–0 | 0–1    |
| Inter Club       | 2–1          | Bendel Insurance      | 2–0 | 0–1    |
| Malindi          | 3–0          | Kampala City          | 1–0 | 2–0    |
| Zamsure          | 1–2          | Ferroviário de Maputo | 1–1 | 0–1    |

## Cuartos de final
| Equipo 1        | Agr.     | Equipo 2              | Ida | Vuelta |
| --------------- | -------- | --------------------- | --- | ------ |
| Asante Kotoko   | 2–2 (v.) | Kaloum Star           | 2–2 | 0–0    |
| Djoliba         | 2–3      | Inter Club            | 0–2 | 2–1    |
| Étoile du Sahel | 6–0      | Ferroviário de Maputo | 3–0 | 3–0    |
| Malindi         | 2–0      | Agaza                 | 0–0 | 2–0    |

## Semifinales
| Equipo 1        | Agr.         | Equipo 2    | Ida | Vuelta |
| --------------- | ------------ | ----------- | --- | ------ |
| Étoile du Sahel | 1–1 (4-3 p.) | Malindi     | 1–0 | 0–1    |
| Inter Club      | 0–2          | Kaloum Star | 0–1 | 0–1    |

## Final
| Equipo 1    | Agr. | Equipo 2        | Ida | Vuelta |
| ----------- | ---- | --------------- | --- | ------ |
| Kaloum Star | 0–2  | Étoile du Sahel | 0–0 | 0–2    |

## Campeón
| Copa CAF 1995             |
| ------------------------- |
| Bandera de Túnez          |
| Étoile du Sahel 1º título |